# Чэнь Хао
Чэнь Хао (кит. упр. 陈好, пиньинь Chén Hǎo, палл. Чэнь Хао; 9 декабря 1979, Циндао) — китайская актриса
, телеведущая, певица; заместительница председателя профсоюза актёров «Китайской ассоциации телевизионных артистов».
В 1998 году снялась в фильме «Почтальоны в горах» (кит. 《那山、那人、那狗》), где она исполнила свою дебютную роль. В 1999 году получила место ведущей в программе «Вольный Китай» (кит. 《九州任逍遥》) на телестанции «Феникс» в Гонконге]. В 2000 году сыграла в историческом сериале «Люй Бувэй: Герой смутных времен» (кит. 《乱世雄吕不韦》). В 2001 году исполнила главную роль в историческом комедийном сериале «Магистр Ли Вэй» (кит. 《李卫当官》). 30 апреля 2003 года на экраны вышел комедийный сериал «Леди в розовом» (кит. 《粉红女郎》), за главную роль в котором Чэнь Хао была удостоена приза зрительских симпатий 5-й китайской телевизионной премии «Золотой орёл». 11 декабря состоялась премьера первого эпизода сериала в жанре уся «Полубоги и полудьяволы» (кит. 《天龙八部》), где Чэнь Хао исполнила роль Ацзы. В 2004 году она сыграла главную роль в комедийном сериале «Двойная петарда» (кит. 《双响炮》), благодаря чему заняла пятое место среди десяти лучших актёров по версии телевизионной премии «Двойная десятка». 16 октября 2005 года она выпустила свой первый музыкальный альбом «Чэнь Хао» (кит. 《陈好》). В 2006 году снялась в комедии «Похвали меня» (кит. 《求求你，表扬我》). В 2007 году сыграла в историческом сериале «Дядя императора» (кит. 《皇上二大爷》). За роль в другом историческом сериале — «Роскошная жизнь» (кит. 《纸醉金迷》), — премьера которого состоялась в 2008 году, Чэнь Хао получила специальный приз жюри 4-й Международной телевизионной премии Сеула. В 2009 году снялась в историческом фильме «Великое дело основания государства» (кит. 《建国大业》).
28 марта 2010 года за альбом «К счастью» (кит. 《幸好》) Чэнь Хао была удостоена награды 14-й Музыкальной премии Китая в номинации «Лучший трансграничный исполнитель». 2 мая вышел первый эпизод исторического сериала «Троецарствие» (кит. 《三国》), в котором Чэнь Хао сыграла одну из ролей. В 2012 году она выступила на сцене театра в постановке «Восход солнца» (кит. 《日出》). В 2013 году вышел комедийный сериал «Истории редакционного отдела» (кит. 《新编辑部故事》), а 29 апреля 2015 года состоялась премьера первого эпизода сериала «Женить папу» (кит. 《待嫁老爸》). Оба сериала — с Чэнь Хао в главной роли.

## Ранние годы
Чэнь Хао родилась 9 декабря 1979 года в городе Циндао провинции Шаньдун. Ещё с детства она начала проявлять свои таланты. В средней школе она получила место ведущей в детской программе на телевидении Циндао. В 1996 году, будучи в выпускном классе, Чэнь Хао приняла участие в конкурсе «Звезда счастья» (кит. 《飘柔之星》), организованном Центральным комитетом Комсомола Китая, где она получила титул «Звезды жизненной силы» (кит. 《活力之星》). Вслед за этим она исполнила эпизодическую роль в фильме Хуан Цзяньсиня «Засада» (кит. 《埋伏》). В 1997 году Чэнь Хао поступила в Центральную академию драмы на актёрский факультет, была там старостой группы и секретаршей комсомольской ячейки.

## Карьера
В 1998 году Чэнь Хао дебютировала в фильме Хо Цзяньци «Почтальоны в горах» (кит. 《那山、那人、那狗》), где главные роли исполнили Тэн Жуцзюнь и Лю Е. Она сыграла представительницу народности дун. В 1999 году получила место ведущей в программе «Вольный Китай» (кит. 《九州任逍遥》) на телестанции «Феникс» в Гонконге.
В 2000 году Чэнь Хао снялась с Чжан Телинем и Нин Цзин в историческом сериале «Люй Бувэй: Герой смутных времен» (кит. 《乱世英雄吕不韦》); её персонажка — служанка Юнь Цзян — искренне полюбив, подвергается тяжёлым испытаниям. В том же году Чэнь Хао сыграла открытую и независимую Сяо Сяо в детективном сериале с Ван Сюэбином «Стремление выстоять» (кит. 《欲望阻击》).
В 2001 году, окончив Центральную академию драмы, Чэнь Хао была направлена по распределению в Пекинский народный художественный театр, где она исполнила роль страдающей неизлечимой болезнью Цинъу Фэйян в постановке спектакля «Первый близкий контакт» (кит. 《第一次的亲密接触》). В сентябре того же года состоялась премьера исторического комедийного сериала «Магистр Ли Вэй» (кит. 《李卫当官》), где Чэнь Хао снялась вместе с такими актёрами, как Сюй Чжэн, Тан Гоцян и Ду Чжиго, исполнив роль умной и образованной Юэ Сыин. В Тайване «Магистр Ли Вэй» (кит. 《李卫当官》) вошёл в десятку наиболее популярных сериалов 2001 года.
В 2002 году она снялась с Тун Жунсинем в мелодраматическом сериале «Непослушный сын» (кит. 《宅门逆子》), режиссёром которого выступил Го Баочан; Чэнь Хао сыграла Чжан Сусинь, жертвующую собой ради любимого. В том же году она исполнила роли сразу двух персонажек в историческом комедийном сериале «Выбор наложниц» (кит. 《选妃记》).
30 апреля 2003 года на экраны вышел комедийный сериал «Леди в розовом» (кит. 《粉红女郎》), где за роль Вань Жэньми Чэнь Хао была удостоена приза зрительских симпатий 5-й китайской телевизионной премии «Золотой орёл». В комедии также снялись Рене Лю (кит. 刘若英), Чжан Янь и Сюэ Цзянин. 11 декабря состоялась премьера первого эпизода сериала в жанре уся «Полубоги и полудьяволы» (кит. 《天龙八部》), главные роли исполнили Ху Цзюнь, Джимми Лин (кит. 林志颖), Лю Ифэй и Чэнь Хао, которая сыграла прекрасную, но жестокую Ацзы. 13 декабря вышел исторический сериал «Счастливчик» (кит. 《天下无双》/《吉祥如意》), в котором Чэнь Хао снялась вместе с Дикки Чуном (кит. 张卫健), Эстер Кван (кит. 关咏荷) и Сюэ Цзянин, она сыграла успешную во всех начинаниях Вань Жуи.
8 апреля 2004 года Чэнь Хао вместе с Цзян Вэнем, Цзян Вэньли и Сюй Цзинлэй участвовала в организации Французского кинофестиваля. 26 сентября состоялась премьера комедийного сериала «Двойная петарда» (кит. 《双响炮》), где она сыграла бесстрашную Люй Ся. Благодаря этой роли она заняла пятое место среди десяти лучших актёров по версии телевизионной премии «Двойная десятка». Помимо Чэнь Хао, в сериале также снимались Ху Бин, Бай Бинбин и Лю Ицзюнь.
16 октября 2005 года она выпустила свой первый музыкальный альбом «Чэнь Хао» (кит. 《陈好》). 26 октября состоялась премьера первого эпизода сериала «Мой парень — мастер ушу» (кит. 《我的武林男友》), где она исполнила роль Кэри. Её партнёрами по съемкам стали Сунь Син, Ли Вэй и Рой Чун (кит. 张耀扬). 16 ноября того же года на тайваньском канале CTV вышел исторический комедийный сериал «Я полюбила льва долины Хуанхэ» (кит. 《我爱河东狮》), в котором Чэнь Хао снялась вместе с Винсентом Чао (кит. 焦恩俊) и Сюэ Цзянин. Она сыграла красивую и талантливую Ду Юэхун.
27 марта 2006 года на экраны вышел мелодраматический сериал «Проблемы незамужней девушки» (кит. 《美女也愁嫁》), где главные роли исполнили Цзя Ипин и Чэнь Хао, чья героиня Шэнь Тянь мечтает найти спутника жизни. 16 июня того же года в Токио состоялась премьера комедии «Похвали меня» (кит. 《求求你，表扬我》) с Фань Вэем, Чэнь Хао и Ван Чживэнем в главных ролях. 1 ноября вышел первый эпизод исторического сериала «Великий Дуньхуан» (кит. 《大敦煌》), в котором Чэнь Хао сыграла вместе с Тан Гоцяном, Хуан Хайбином и Ляо Цзиншэном.
В 2007 году вышел исторический сериал, срежиссированный Лю Шиюем, — «Дядя императора» (кит. 《皇上二大爷》), где Чэнь Хао сыграла с такими актёрами, как Ли Личунь (кит. 李立群), Ню Тянь (кит. 恬妞) и Дэнни Ли (кит. 李修贤). В сериале она исполнила роль расчётливой наложницы Чжэн.
В 2008 году Чэнь Хао сыграла главную роль в сериале «Роскошная жизнь» (кит. 《纸醉金迷》), режиссёром которого выступил Гао Сиси. Её героиня — Тянь Пэйчжи — под давлением жизненных обстоятельств вынуждена работать куртизанкой. За эту роль Чэнь Хао была удостоена специального приза жюри 4-й Международной телевизионной премии Сеула, став первым уроженцем Китая, получившим такую награду. Другие роли в сериале исполнили Ло Хайцюн, Шао Фэн и Юй Хэвэй.
16 июня 2009 года состоялась премьера фильма режиссёра Шэнь Дуна «Лёгкая пыль, настоящая любовь» (кит. 《寻找微尘》), где Чэнь Хао сыграла полицейскую. Главные роли исполнили Чэн Яояо, Ни Пин и Тан Гоцян. 19 июня того же года на экраны вышел фэнтезийный мультфильм «Волшебная астра» (кит. 《马兰花》), в котором Чэнь Хао озвучила главную героиню Сяо Лань. Режиссёром картины выступил Яо Гуанхуа. 16 сентября прошла премьера исторического фильма «Основание Китая» (кит. 《建国大业》), выпущенного к 60-й годовщине образования КНР. Чэнь Хао исполнила в нём роль Фу Дунцзюй — дочери Фу Цзои, известного генерала, принимавшего участие в японо-китайской войне  Архивная копия от 13 ноября 2017 на Wayback Machine. 13 ноября, спустя 4 года, состоялся релиз второго музыкального альбома Чэнь Хао «К счастью» (кит. 《幸好》), где помимо привычных мягких песен о любви, появилась и электроника. 28 марта 2010 года за этот альбом она была удостоена награды 14-й Музыкальной премии Китая в номинации «Лучший трансграничный исполнитель».
2 мая того же года вышел первый эпизод исторического сериала режиссёра Гао Сиси «Троецарствие» (кит. 《三国》), в котором Чэнь Хао снялась вместе с Чэнь Цзяньбинем, Юй Хэвэем и Лу И; она сыграла красавицу Дяо Чань. После этой роли Чэнь Хао была признана самой популярной актрисой Китая по версии 6-й Международной телевизионной премии Сеула. 7 сентября 2010 года она выступила на сцене театра в роли куртизанки Чэнь Байлу в пьесе «Восход солнца» (кит. 《日出》).
6 августа 2011 года на собрании профсоюза актёров «Китайской ассоциации телевизионных артистов» Чэнь Хао выбрали на должность заместительницы председателя.
20 февраля 2012 года после рождения дочери она присоединилась к съемкам комедийного сериала режиссёров Чжэн Сяолуна и Сяо Дао «Истории редакционного отдела» (кит. 《新编辑部故事》). 24 апреля во время 60-й годовщины со дня основания Пекинского народного художественного театра Чэнь Хао вновь взошла на его сцену и сыграла в постановке «Восход солнца» (кит. 《日出》).
22 апреля 2013 года состоялась премьера «Историй редакционного отдела» (кит. 《新编辑部故事》), где Чэнь Хао сыграла новую исполнительнительную директрису устаревшего модного журнала — Аньни. Другие роли исполнили Люй Липин, Хуан Хайбо и Цзин Божань.
В 2014 году Чэнь Хао начала преподавать в Центральной академии драмы.
29 апреля 2015 года на экраны вышел семейный комедийный сериал «Женить папу» (кит. 《待嫁老爸》), где Чэнь Хао снялась вместе с Ван Чживэнем, Чжу Дань и Лю Бэй. Она сыграла Вэнь Я — стремящуюся к славе актрису.

## Личная жизнь

### Родители
Сразу после поступления в Центральную академию драмы Чэнь Хао всё своё свободное от учёбы время уделяла работе, снималась в рекламе и сериалах. Полученные деньги она не только тратила на оплату обучения, но и отправляла семье.

### Брак
В декабре 2009 года вышла замуж за главного исполнительного директора KKR Большого Китая Лю Хайфэна. В мае 2011 года у них родилась дочь, после чего они впервые объявили о своём браке. В 2013 году у пары родилась вторая дочь.

## Общественная деятельность
28 ноября 2005 года в ходе продвижения альбома «Чэнь Хао» в районе Сидань города Пекина была проведена автограф-сессия в рамках программы «Операция Улыбка». Собранная сумма в 10 тысяч юаней была направлена на благотворительность. Чэнь Хао получила почетное звание посла доброй воли Детского фонда Китая.
В сентябре 2007 года, посещая Гуанчжоу, Чэнь Хао пожертвовала 600 тысяч юаней бедным ученикам местной школы и 200 тысяч — фонду проекта «Надежда».
6 апреля 2008 года на благотворительном вечере «Свет весеннего тепла», посвящённом помощи больным с катарактой, Чэнь Хао оказала материальную поддержку десяти пациентам, помогла им вновь обрести зрение. 13 и 18 мая того же года дважды оказала пожертвование пострадавшим в результате Вэньчуаньского землетрясения; в течение 5 дней выступала в благотворительных театральных постановках, проводившихся по всей стране, выручка от которых составила 1,3 миллиона юаней. 18 мая Чэнь Хао приняла участие в вечере помощи пострадавшим, организованном CCTV, записала две песни в рамках благотворительности. 25 мая она получила звание посла доброй воли, и 31 числа отправила 6 ящиков игрушек в город Чэнду провинции Сычуань. Тогда же Чэнь Хао приняла участие в благотворительном выступлении, организованном совместно Dragon TV и SiChuan Satellite TV, где она раздала игрушки детям из пострадавших районов.
20 апреля 2010 года участвовала в съёмках специальной программы, посвящённой сбору средств для жертв землетрясения в уезде Юйшу, где читала стихи.
В апреле 2013 года Чэнь Хао вместе с членами съёмочной группы сериала «Истории редакционного отдела» (кит. 《新编辑部故事》) через благотворительный фонд певицы Хань Хун оказали пожертвование пострадавшим в результате землетрясения в округе Яань провинции Сычуань. 31 мая в Пекине была проведена церемония открытия 4-й «Недели благосостояния детей Китая», на которой Чэнь Хао выступила с речью, посвящённой детским мечтам.

## Фильмография

### Фильмы
| Год  |   | Русское название                   | Оригинальное название | Роль                             |
| ---- | - | ---------------------------------- | --------------------- | -------------------------------- |
| 1997 | ф | Засада                             | 埋伏                  | Передовик труда                  |
| 1999 | ф | Почтальоны в горах                 | 那山、那人、那狗      | Представительница народности дун |
| 2006 | ф | Похвали меня                       | 求求你，表扬我        | Оуян Хуа                         |
| 2009 | ф | Волшебная астра                    | 马兰花                | Сяо Лань                         |
| 2009 | ф | Легкая пыль, настоящая любовь      | 寻找微尘              | Полицейский                      |
| 2009 | ф | Великое дело основания государства | 建国大业              | Фу Дунцзюй                       |
| 2009 | ф | Не прекращай любить                | 爱，不折腾            |                                  |

### Сериалы
| Год  |   | Русское название                | Оригинальное название | Роль             |
| ---- | - | ------------------------------- | --------------------- | ---------------- |
| 1998 | с | Отец, жена, дети                | 老子，妻子，孩子      | Тянь Хао         |
| 2000 | с | Стремление выстоять             | 欲望阻击              | Сяо Сяо          |
| 2000 | с | Люй Бувэй: Герой смутных времен | 乱世英雄吕不韦        | Юнь Цзян         |
| 2001 | с | Магистр Ли Вэй                  | 李卫当官              | Юэ Сыин          |
| 2001 | с | Студенческий тофу               | 秀才豆腐              | Ян Цзинцзин      |
| 2002 | с | Выбор наложниц                  | 选妃记                | Хэ Хуа/ Ян Лю    |
| 2002 | с | Непослушный сын                 | 宅门逆子              | Чжан Сусинь      |
| 2003 | с | Леди в розовом                  | 粉红女郎              | Вань Жэньми      |
| 2003 | с | Восемь рас небесных драконов    | 天龙八部              | Ацзы             |
| 2003 | с | Счастливчик                     | 天下无双 / 吉祥如意   | Вань Жуи         |
| 2004 | с | Двойная петарда                 | 双响炮                | Люй Ся           |
| 2005 | с | Мой парень — мастер ушу         | 我的武林男友          | Кэри             |
| 2005 | с | Моя любимая Хэдунская львица    | 我爱河东狮            | Ду Юэхун         |
| 2006 | с | Проблемы незамужней девушки     | 美女也愁嫁            | Шэнь Тянь        |
| 2006 | с | Кто твой свидетель?             | 谁为你作证            | Чэнь Вэй         |
| 2006 | с | Великий Дуньхуан                | 大敦煌                | Принцесса Мэй До |
| 2007 | с | Дядя императора                 | 皇上二大爷            | Наложница Чжэн   |
| 2008 | с | Роскошная жизнь                 | 纸醉金迷              | Тянь Пэйчжи      |
| 2008 | с | Когда распускаются цветы        | 美丽鲜花在开放        | Сунь Хун         |
| 2010 | с | Большая софора                  | 大槐树                | Фэн Юань         |
| 2010 | с | Троецарствие                    | 三国                  | Дяочань          |
| 2013 | с | Истории редакционного отдела    | 新编辑部故事          | Аньни            |
| 2015 | с | Женить папу                     | 待嫁老爸              | Вэнь Я           |

## Театр
| Год  | Название                                | Роль        |
| ---- | --------------------------------------- | ----------- |
| 2001 | Первый близкий контакт 第一次的亲密接触 | Цинъу Фэйян |
| 2010 | Восход солнца 日出                      | Чэнь Байлу  |
| 2012 | Восход солнца 日出                      | Чэнь Байлу  |

## Дискография

### Альбомы
| Год  | Название                                                      |
| ---- | ------------------------------------------------------------- |
| 2005 | Чэнь Хао 陈好                                                 |
| 2007 | feel your heart everytime (альбом, ориентированный на Японию) |
| 2009 | К счастью 幸好                                                |

### Синглы
- 2004 — кит. упр. 好想爱你, пиньинь Hǎoxiǎng Ài Nǐ (OST «Двойная петарда» / 《双响炮》)
- 2005 — кит. упр. 英雄人物, пиньинь Yīngxióng Rénwù (OST «Мой парень — мастер ушу» / 《我的武林男友》)
- 2005 — кит. упр. 分手后的夜, пиньинь Fēnshǒu Hòude Yè (OST «Проблемы незамужней девушки» / 《美女也愁嫁》)
- 2008 — кит. упр. 不用说出口的, пиньинь Bùyòng Shuōchūkǒude
- 2008 — кит. упр. 我在世界这头想念着你, пиньинь Wǒ Zàishìjiè Zhètou Xiǎngniànzhe Nǐ
- 2008 — кит. упр. 相信爱, пиньинь Xiāngxìn Ài
- 2008 — кит. упр. 给你我的力量, пиньинь Gěinǐ Wǒde Lìliang
- 2008 — кит. упр. 我们心在一起, пиньинь Wǒmen Xīn Zàiyīqǐ
- 2008 — кит. упр. 夜初上, пиньинь Yèchūshàng (OST «Роскошная жизнь) / 《纸醉金迷》)
- 2009 — кит. упр. 跑在最前头, пиньинь Pǎo Zài Zuìqiántou
- 2009 — кит. упр. 追寻, пиньинь Zhuīxún (OST „Основание Китая“ / 《建国大业》)
- 2010 — кит. упр. 貂蝉歌, пиньинь Diāo Chán Gē (OST „Троецарствие“ / 《三国》)
- кит. упр. 沿着感情线, пиньинь Yánzhe Gǎnqíngxiàn
- кит. упр. 奥运北京, пиньинь Àoyùn Běijīng
- кит. упр. 一路有你, пиньинь Yīlù Yǒu Nǐ